# Ročenka Společnosti pro dějiny Židů v Československé republice
Ročenka Společnosti pro dějiny Židů v Československé republice (německy Jahrbuch der Gesellschaft für Geschichte der Juden in der Čechoslovakischen Republik) byl odborný časopis, který v letech 1929–1938 vydávala Společnost pro dějiny Židů v Československé republice v německé a české mutaci.

## Založení
Společnost pro dějiny Židů v Československé republice vznikla 22. dubna 1928 z popudu lóže „Praga“ organizace B'nai B'rith a za cíl si kladla vědecký výzkum dějin židů na území Československa a edici pramenů k dějinám židů. Společnost tak chtěla navázat na ediční činnost Bohumila Bondyho (1832–1907) a Františka Dvorského (1839–1907).

## Redakce a obsah časopisu
V čele redakce Ročenky stál prof. Samuel Steinherz, v redakčním výboru zasedali archivář Josef Bergl, prof. Alfred Engel, prof. Guido Kisch, prof. Salomon Hugo Lieben a doc. Bedřich Mendl, později také Jaroslav Prokeš.
Část publikovaných článků se týkala dějin židů ve středověku (S. Steinherz, Adolf Engel, Anton Blaschka, Emanuel Schwartz, Ruth Kestenberg), většina článků ovšem pojednávala o období raného novověku, zejména o represích a perzekucích (J. Prokeš, J. Bergl, S. H. Lieben, G. Kisch, Tobias Jacobovits, František Roubík, Václav Pešák), hospodářské činnosti židů (Michael Rachmuth, Václav Žáček, Bernhard Heilig, Tobias Jakobovits), případně o raněnovověkých židovských institucích (T. Jakobovits, Heinrich Flesch). Malá část článků se věnovala také počátkům emancipace židů na konci raného novověku (F. Roubík, Simon Adler, Ludwig Singer), výjimečně také v první polovině 19. století (F. Roubík).
Někteří autoři se věnovali také dějinám jednotlivých židovských komunit (M. Rachmuth, V. Pešák, František Teplý, Bertold Bretholz, Bernhard Mandl, Jaroslav Rokycana, Isidor Herrisch, Josef Jirčák, Rudolf Wenisch) a židovské literatuře (Oskar Donath), hudbě (Paul Nettl) a hmotnému umění (Alfred Grotte).
Ačkoli časopis svým názvem teritoriálně odkazoval na celé Československo, ve skutečnosti se články týkaly výlučně oblasti Čech a v menší míře také Moravy. Oproti němu časopis Zeitschrift für die Geschichte der Juden in der Tschechoslowakei teritoriálně pokrýval i Slezsko a Slovensko.